# 尚恩·曼德斯
肖恩·彼得·勞爾·门德斯（英語：Shawn Peter Raul Mendes，1998年8月8日—），是一名加拿大歌手、詞曲作家、音樂製作人及模特兒，現為環球音樂旗下小島唱片的歌手。
他通過在 Vine 上上傳封面視頻開始了他的職業生涯，並在 2013 年獲得了關注，之後被 Island Records Artists and Productions 的經理 Andrew Gertler 和 Zig Charlton 發現。 2014年與小島唱片簽約，正式出道。自出道以來，他已經發行了三張錄音室專輯並舉辦了四次巡迴演唱會。
2014年，他推出了同名迷你專輯及首張錄音室專輯《親筆創作》，其中單曲《一針一線》在英國奪得一位，而在美國及加拿大則獲得前十名。之後，他發行第二張專輯《照亮愛》(2016)，其中單曲《愛你多一些》及《再也沒有什麼能阻止我愛上妳》均在多個地區獲得前十位。他的《同名專輯》(2018)的主打歌"真正的我"在加、美、澳、德、挪威及英等地都登上單曲榜的前十名。他的三張專輯均在美國告示牌二百強專輯榜空降冠軍，其中第一張專輯登榜時，令曼德斯成為五位未滿18歲獲得冠軍專輯的其中一名歌手；而第三張專輯登榜時，令他成為第三年輕的歌手在榜單獲得三張冠軍專輯。2017年，他成為首位未滿20歲便於當代成人單曲榜擁有三首冠軍單曲及在成人四十強單曲榜擁有四首冠軍單曲的歌手。2019年，曼德斯推出了兩首大熱單曲《如果我不能擁有你》、《小姐》，後者於告示牌百強單曲榜獲得一位。
出道至今，他獲得不少殊榮及提名，其中包括13個加拿大作曲家、作家和音樂出版商協會獎、10個MTV歐洲音樂大獎、8個朱諾獎、8個iHeartRadio音樂錄影帶獎、2個全美音樂獎及2項葛萊美獎的提名。2016年及2017年，曼德斯被美國《時代雜誌》評選為「最具影響力青少年」之一。2018年，被《時代雜誌》評為時代百大人物之一。

## 早年生活及教育
1998年8月8日，尚恩·曼德斯出生於安大略省多倫多皮克靈。他的父親是阿爾加維拉古什的葡萄牙裔商人曼努埃爾·曼德斯（Manuel Mendes），她的母親卡蓮·曼德斯（Karen Mendes，婚前姓萊蒙特（Rayment））是英格蘭人。他還有一個小五歲的妹妹阿莉婭（Aaliyah，2003年9月15日－）。
曼德斯在皮克靈長大，中學曾就讀於松嶺公立學校，於2016年6月畢業。在中學時期，他打冰上曲棍球和踢足球；在高中時期，他加入合唱團，訓練他的舞台表演。他曾到加拿大迪士尼頻道試鏡。

## 演藝生涯

### 出道前
2012年，曼德斯看YouTube教學影片學了彈吉他。2013年起，他開始在Vine上分享他的翻唱歌曲，因翻唱加拿大歌手小賈斯汀的《只要你愛我就好》而走紅，在幾個月內獲得了數百萬的觀看次數和追隨者，並得到著名音樂人讚賞。截至2014年8月，他成為Vine最多追蹤者的前三位用戶。經理人安德魯·格特勒在2013年11月發現曼德斯；2014年1月，邀請他加入環球音樂旗下廠牌小島唱片，同年5月，他加盟小島唱片。

### 2014年—2015年：《親筆創作》
2014年6月24日，曼德斯發行了他的首張單曲"派對人生"。他成為最年輕的首張美國Billboard Hot 100排行榜前25名，在截至2014年7月12日的一周內達到24名，這首歌也在iTunes拿下冠軍。在簽約之前。曼德斯還跟美國歌手奧斯汀·馬宏一起全國巡迴演出，作為開幕嘉賓。7月份發行了他的首張同名EP，這張EP在Billboard 200上排名第五，在第一週就賣出了4.8萬張。他在2014年的青少年選擇獎贏得了互聯網明星選擇獎。 2014年9月5日，The Vamps首張專輯《Meet The Vamps》發行了第五張單曲"西西莉亞 (妳傷透了我的心)"，曼德斯作為合唱歌手。 2014年11月6日，他發行了第二張單曲，"大事將臨"。
在2015年5月，他發行了個人首張錄音室專輯《親筆創作》，在首週空降告示牌二百強專輯榜榜首，並售出119,000張專輯及106,000 張實體專輯，獲得白金認證。他是繼賈斯汀·比伯的《我的世界2.0》後登上告示牌二百強專輯榜最年輕的歌手。專輯的第三主打，"一針一線"在告示牌百強單曲榜最高排名為第四位，成為他在美國第一首前十名單曲；以及他在成人四十強單曲榜和當代成人單曲榜首張冠軍單曲。歌曲其後於英國也登上榜首。同年，曼德斯作為泰勒·斯威夫特1989世界巡迴演唱會北美洲場次的開場嘉賓，並為迪士尼頻道的電影《星光繼承者》獻唱歌曲"相信"。於2015年年末，曼德斯和當時是五佳人的成員的卡蜜拉·卡貝羅推出合作單曲，"夏季碎戀"，並收錄於《親筆創作(復刻版)》。曼德斯被時代雜誌列為2014年"25名最具影響力的青少年"、2015年"30名最具影響力的青少年"。

### 2016年—2017年：《照亮愛》
在2016年1月26日，曼德斯以《地球百子》作為演員出道，並在第三季第一集客串角色－麥卡倫。其後，他宣佈將舉行尚恩·曼德斯世界巡迴演唱會，其中38場北美及歐洲場次的門票於幾分鐘內售罄。
曼德斯於6月發佈第二張專輯的首波主打《愛你多一些》，歌曲在美國告示牌百強單曲榜獲得前十位，更是他在當代成人單曲榜和成人四十強單曲榜第二首冠軍單曲，並在美國獲得三白金認證。歌曲也在英國奪得前十位。第二張錄音室專輯，《照亮愛》，在2016年9月23日正式發行，並在美國告示牌二百強專輯榜空降冠軍，售出121,000張實體專輯及獲得白金認證。專輯也在加拿大獲得冠軍，成為他在加拿大第二張冠軍專輯。"饒恕"在8月18日作為第二主打歌推出，均在美國及英國登上前二十名。12月推出現場專輯《麥迪遜廣場花園現場》。12月3日，他作為音樂表演嘉賓作客電視節目《週六夜現場》。
2017年4月，曼德斯開始個人第三場世界巡演－照亮愛世界巡迴演唱會，在洛杉磯的斯台普斯中心和倫敦的O2體育館等世界各地競技場的門票銷售一空。"再也沒有什麼能阻止我愛上妳"在2017年4月20日推出並收錄於《照亮愛》豪華版中。歌曲在美國告示牌百強單曲榜獲得前十位，更是他在當代成人單曲榜和成人四十強單曲榜第三首冠軍單曲。在8月及11月，他分別成為首位未滿20歲在成人四十強單曲榜和當代成人單曲榜擁有三首冠軍單曲。自告示牌成立50多年以來，這是史無前例的壯舉。
2016年，曼德斯被美國《時代雜誌》評選為「最具影響力青少年」之一；及首次入圍《福布斯》全球30歲以下最具潛質音樂人名單中。2017年，他被《告示牌》評選為「21位21歲以下最具潛質音樂人」、被美國《時代雜誌》評選為「最具影響力青少年」之一。

### 2018年—2019年：《尚恩·曼德斯》
在2018年3月22日，曼德斯發行第三張專輯的第一首主打單曲"真正的我" ，翌日 ，"沉醉在日本"作為專輯第二首單曲發行。單曲"真正的我"在成人四十強單曲榜獲得第一位，令他成為首位及唯一一位未滿二十歲擁有四首成人四十強單曲榜冠軍單曲的歌手。"年少輕狂"在5月3日發行，和哈立德合作，並且是專輯第三首單曲。
《同名專輯》在2018年5月28日發行，並獲得不少正面評價，主要讚賞他的歌曲寫作技巧及藝術性的成長。專輯在加拿大空降冠軍，成為他在家鄉第三張冠軍專輯。而在美國，專輯也空降告示牌二百強專輯榜榜首，令他成為第三年輕的歌手獲得三張冠軍專輯。

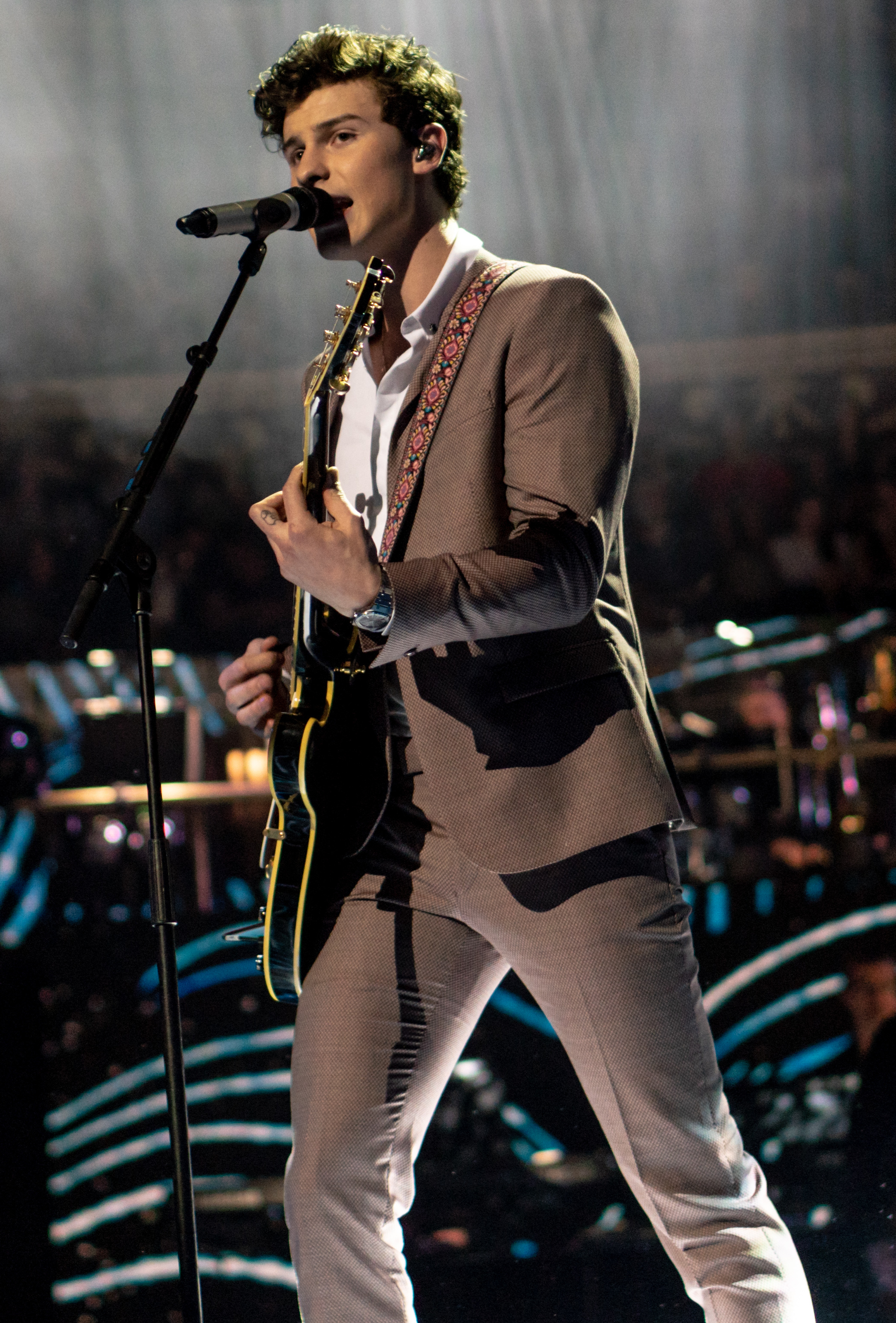
曼德斯於2018年4月21日於英國女王伊麗莎白二世92歲的生日慈善音樂會演唱 (2018年4月)

2019年他在宣傳專輯期间展開同名世界巡迴演唱會。除此之外，他也在歐洲、北美洲和南美洲的音樂節上演出，同時，受邀到英國女皇伊麗莎白二世92歲的生日慈善音樂會演唱。六月，他受邀到《詹姆斯柯登深夜秀》表演，並在每天獻唱他受歡迎的作品。曼德斯在節目中演唱的歌曲包括："小鹿亂撞"、"沉醉在日本"、"最大的錯誤"以及和茱莉亞·麥可斯合唱"若和你這般"。同年10月，曼德斯在《吉米·法倫今夜秀》演唱"沉醉在日本"，並且和法倫以及The Roots樂隊用課室樂器演奏"愛你多一些"。他在8月27日於iHeartRadio音樂多多頻道音樂錄影帶大獎演唱他最新單曲，並獲得4項獎項。
曼德斯出演由YouTuber凱西·奈斯塔特執導的紀錄片。這部紀錄片包含和曼德斯的訪談內容、他巡演的幕後花絮短片。預告片在9月22日於YouTube上發行。紀錄片尚恩·曼德斯－明星焦點故事在9月28日正式推出。在紀錄片發行當日，曼德斯和奈斯塔特舉行預覽節目，被選中的粉絲獲邀出席活動。
"沉醉在日本"捷德混音版在9月27日正式推出。他在全美音樂獎和捷德表演"沉醉在日本"的混音版。曼德斯被告示牌選為21位21歲以下最具潛質音樂人之一，並且是他第二年在此榜單獲得第一位，基於他在音樂榜單表現亮眼及坐擁三張告示牌冠軍專輯。

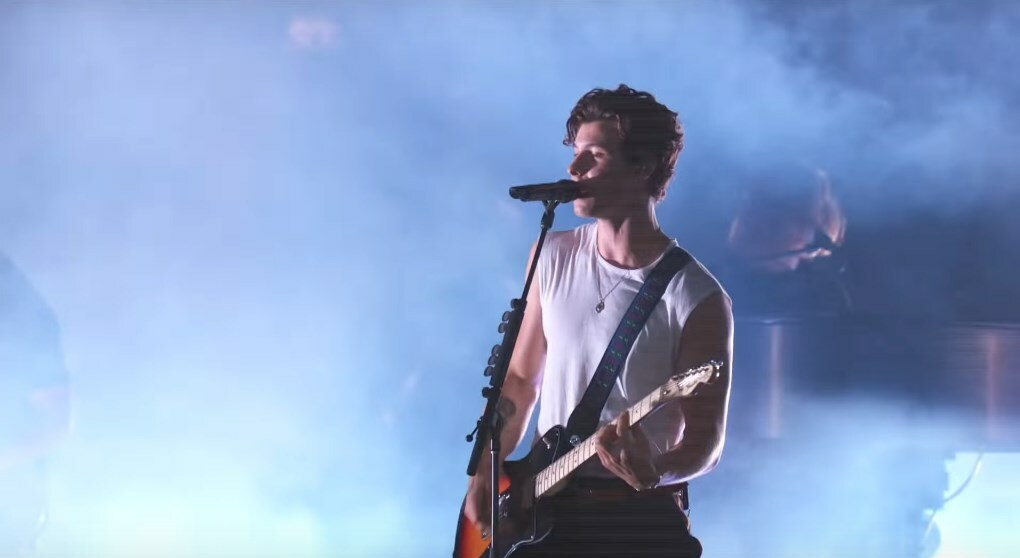
曼德斯在2018年MTV音樂錄影帶大獎獻唱"真正的我"

曼德斯和扎克布朗樂隊一起現身於電視節目《CMT Crossroads》，此節目是將鄉村歌手和其他音樂流派的歌手演唱對方的或其他歌曲。該集在9月錄製並在10月24日播放。二人一共演唱了九首歌曲，其中包括流行天王邁克爾·傑克遜的單曲"鏡中人"。二人在演出期間大談音樂、自己的經歷。
在11月1日，曼德斯宣佈維秘秀表演嘉賓之一，節目在紐約錄製，12月2日在ABC電視台播放。在12月21日，他發行混音迷你專輯《同名專輯 (混音版)》收錄清晨時分你在何處、為什麼及年少輕狂的三首曲目的混音版本。
2019年，曼德斯在5月3日發布單曲"如果我不能擁有你"。歌曲在告示牌百強單曲榜空降第二位，成為當時他在該榜單排名最高的歌曲。另外，歌曲亦在澳洲及英國獲得前十位，成為他在兩個國家第五首前十位單曲。7月19日，和Gryffin攜手發行"如果我不能擁有你"的混音版。
同年的6月21日，曼德斯發布和古巴裔美國歌手卡蜜拉·卡貝羅合作的歌曲Señorita，歌曲在告示牌百強單曲榜空降第二位，是二人繼"夏季碎戀"後再次合作。經過八星期打榜，歌曲承接比莉·艾利什的"Bad Guy"後奪得一位，成為曼德斯在此榜單首支冠軍單曲。7月27日，《同名專輯豪華版》正式發行，並收錄"如果我不能擁有你"和"小姐"兩首大熱歌曲。
2019年11月13日，泰勒絲發行《情人》混音版，曼德斯客串及改寫部分歌詞，並獲得廣泛好評。

### 2020至今：《奇想》
2020年9月30日，曼德斯於音樂串流平台上釋出《奇想》的預告片，宣布同名主打歌於10月2日發佈，而專輯於12月4日發行。專輯同名主打歌在告示牌百強單曲榜排名第18位。10月13日，曼德斯宣佈長篇紀錄片《尚恩·曼德斯：一路走來》將於11月23日於Netflix上映，記錄曼德斯過去幾年的生活，以及他對成名、感情和音樂前途的看法。2020年11月16日，曼德斯宣布與賈斯汀·比伯合作歌曲《怪物》。單曲和音樂錄影帶於2020年11月20日發行，並收錄在《奇想》專輯中。

## 音樂特色

### 音樂風格
曼德斯被形容為流行和流行民謠的歌手。

### 所受影響
他的音樂風格主要受約翰·梅爾、布鲁诺·马尔斯、泰勒·斯威夫特、紅髮艾德和賈斯汀·提姆布萊克的影響 。曼德斯自小受父母影響，欣賞雷鬼音樂、鄉村音樂及接觸齊柏林飛船、加斯·布魯克斯等音樂家。他指第二張專輯《照亮愛》主要受梅爾的音樂影響；第三張專輯《尚恩·曼德斯同名專輯》則受提姆布萊克、里昂王族、肯伊·威斯特和丹尼爾·凱薩爾的啟發而成。

### 歌曲創作
|               |  |  |
| ——尚恩·曼德斯 |  |  |

曼德斯希望自己的作品可以烙印在觀眾心中，同時也希望自己的音樂可以影響生命。

## 模特生涯
曼德斯在2016年和Wilhelmina模特兒公司簽約，正式成為模特。

### 時裝秀
| 年份      | 時裝秀                     | 產品         | 備註                       | 來源            |
| --------- | -------------------------- | ------------ | -------------------------- | --------------- |
| 2017年6月 | 歐洲阿瑪尼2018年春季時裝秀 | EA Connected | 曼德斯宣傳影片在時裝秀播映 | [ 107 ] [ 108 ] |

### 品牌代言
| 年份          | 系列/產品             | 品牌         | 備註                                                               | 來源    |
| ------------- | --------------------- | ------------ | ------------------------------------------------------------------ | ------- |
| 2018年6月     | 2018/2019秋冬鐘錶系列 | 阿瑪尼       | 品牌大使 同年7月，曼德斯佩戴全新EA Connected的照片上傳至社交平台上 | [ 109 ] |
| 2019年2月16日 | #MyCalvins活動        | Calvin Klein | 活動宣傳大使                                                       | [ 110 ] |
| 2019年2月28日 | 黑白觸控智慧手錶      | 阿瑪尼       | 代言人                                                             | [ 111 ] |

### 雜誌拍攝
| 年份   | 期數    | 雜誌名稱         | 國家/地區 | 備註                              | 來源            |
| ------ | ------- | ---------------- | --------- | --------------------------------- | --------------- |
| 2015年 | 6月刊   | 《Teen》         | 克羅地亞  | 內頁                              |                 |
| 2016年 | 4月刊   | 《Hey Girl》     | 土耳其    | 內頁                              |                 |
| 2016年 | 4月刊   | 《Bravo》        | 德國      | 封面                              |                 |
| 2016年 | 6月刊   | 《Hero》         | 美國      | 封面                              |                 |
| 2016年 | 6/7月刊 | 《17》           | 美國      | 封面                              | [ 112 ]         |
| 2016年 | 7月刊   | 《Bravo》        | 德國      | 封面                              |                 |
| 2016年 | 8月刊   | 《U! Girl》      | 希臘      | 封面 和卡麥隆·達拉斯、納許·格里爾 |                 |
| 2016年 | 9月刊   | 《告示牌》       | 美國      | 封面                              | [ 113 ]         |
| 2016年 | 9月刊   | 《Bravo》        | 德國      | 封面 和賽琳娜·戈麥斯              |                 |
| 2016年 | 12月刊  | 《Flaunt》       | 美國      | 封面                              | [ 114 ]         |
| 2016年 | 12月刊  | 《Bravo》        | 德國      | 封面                              |                 |
| 2017年 | 2月刊   | 《Hey Girl》     | 土耳其    | 封面                              |                 |
| 2017年 | 2月刊   | 《OK!》          | 克羅地亞  | 封面                              |                 |
| 2017年 | 3月刊   | 《Bravo》        | 德國      | 封面                              |                 |
| 2017年 | 3月刊   | 《Teenage Girl》 | 希臘      | 封面                              |                 |
| 2017年 | 4/5月刊 | 《Poster Book》  | 克羅地亞  | 封面 和卡麥隆·達拉斯、納許·格里爾 |                 |
| 2017年 | 7月刊   | 《Bravo》        | 匈牙利    | 封面                              |                 |
| 2017年 | 9月刊   | 《GQ》           | 意大利    | 封面                              | [ 115 ]         |
| 2017年 | 11月刊  | 《OK!》          | 克羅地亞  | 封面                              |                 |
| 2017年 | 11月刊  | 《Expresiones》  | 厄瓜多爾  | 封面                              |                 |
| 2017年 | 秋冬刊  | 《V MAN》        | 美國      | 內頁                              |                 |
| 2018年 | 7月刊   | 《OK!》          | 泰國      | 封面                              |                 |
| 2018年 | 夏季刊  | 《Wonderland》   | 美國      | 封面                              | [ 116 ]         |
| 2018年 | 12月刊  | 《滾石》         | 美國      | 封面                              | [ 117 ]         |
| 2019年 | 6月刊   | 《V》            | 美國      | 封面 和卡蜜拉·卡貝羅              | [ 118 ] [ 119 ] |

## 慈善事業
| 年份             | 機構                  | 名稱                   | 備註 | 來源                    |
| ---------------- | --------------------- | ---------------------- | --- | ----------------------- |
| 2014年 至 2016年 | Do Something          | "Notes from Shawn"     | 希望通過活動，解決了低自尊、抑鬱和自我傷害意識的問題                                                                | [ 120 ] [ 121 ] [ 122 ] |
| 2015年           | Pencils of Promise    | 不適用                 | 捐出$25,000在加納興建學校                                                                                           | [ 123 ]                 |
| 2017年9月        | 美國紅十字會          | 墨西哥地震救濟基金會   | 捐出$100,000 | [ 124 ]                 |
| 2018年           | Omaze                 | WE Schools program     | 旨在通過教育服務和指導來支持青年的運動 曼德斯鼓勵他的粉絲支持這個項目，同時讓捐贈者有機會參加他即將舉行的巡迴演唱會 | [ 125 ]                 |
| 2018年           | Global Citizen 音樂節 | 墨西哥地震救濟基金會   | 提高了人們對全球教育和兒童無法接受教育的重要性的認識，特別是年輕女性                                                | [ 126 ]                 |
| 2018年           | Mercury Phoenix Trust | 不適用                 | 錄製單曲"壓力下的你我"，便將收益捐給Mercury Phoenix Trust以幫助愛滋病患者                                           | [ 127 ]                 |
| 2018年           | 年輕人生存聯盟        | 'We Can Survive'演唱會 | 支持患上乳癌的女性                                                                                                  | [ 128 ]                 |
| 2019年8月28日    | 尚恩·曼德斯基金會     | 不適用                 | 成立基金會的目的是啟發他的粉絲和現今青少年為世界帶來正面的轉變，並倡導他們最關心的問題                              | [ 129 ]                 |

## 個人生活
曼德斯通過歌曲〈真正的我〉，透露自己患有焦慮症。
曼德斯曾和美國名模海莉·鮑德溫約會，二人曾一同攜手出席Met Gala。
自從2019年7月4日開始，曼德斯一直和古巴裔美國歌手卡蜜拉·卡貝羅交往，他們是從2014年認識到現在，經歷了許多終於從朋友轉化為戀人。
2019年9月28日在上海進行粉絲Q&A時，表示已經喜歡卡蜜拉很長一段時間了。2020年11月23日，曼德斯在與Netflix合作發布的紀錄片裡更透露「我創作的每首歌都是關於卡蜜拉」。但兩人於2021年12月分手。

## 影視作品
| 年份 | 作品                        | 角色       | 備註                                          | 來源    |
| ---- | --------------------------- | ---------- | --------------------------------------------- | ------- |
| 2013 | 《挑戰者聯盟》              | 年輕版傑克 | 英文配音                                      | [ 136 ] |
| 2020 | 《尚恩·曼德斯：一路走來》   | 自己       | 紀錄片                                        | [ 137 ] |
| 2020 | 《尚恩·曼德斯：演唱會現場》 | 自己       | 在串流媒體平台Netflix上獨家發行的演唱會電影。 | [ 138 ] |
| 2022 | 《鱷魚歌王》                | 萊歐       | 英文配音                                      | [ 139 ] |

| 年份 | 作品              | 角色            | 備註                    | 來源    |
| ---- | ----------------- | --------------- | ----------------------- | ------- |
| 2016 | 地球百子 (英語：The 100) | 麥卡倫 (英語：Macallan) | 出演第三季:第一集       | [ 140 ] |
| 2016 | 週六夜現場        | 自己            | 出演第四十二季:第八集   |         |
| 2018 | Drop the Mic      | 自己            | 出演第二季:第十三集     | [ 141 ] |
| 2019 | 週六夜現場        | 自己            | 出演第四十四季:第十九集 |         |

## 音樂作品
- 《親筆創作》 （Handwritten）(2015)
- 《照亮愛》（Illuminate）(2016)
- 《同名專輯》（Shawn Mendes）(2018)
- 《奇想》（Wonder）(2020)
- 《Shawn》(2024)

## 巡迴演出

### 個人
- 尚恩首次個人領銜演唱會（2014-2015）[142]
- 尚恩·曼德斯世界巡迴演唱會（2016）[143]
- 照亮愛世界巡迴演唱會（2017）[144]
- 尚恩·曼德斯：巡迴演唱會（2019）[145]

### 其他
- 2014年Jingle Ball巡迴演唱會（2014）
- 2015年Jingle Ball巡迴演唱會（2015）
- 2016年Jingle Ball巡迴演唱會（2016）
- 2018年Jingle Ball巡迴演唱會（2018）

### 嘉賓
- 2014年，奧斯汀·瑪宏的同名巡回演唱会（英语：Austin Mahone: Live on Tour）（北美洲）
- 2015年，泰勒絲的1989世界巡迴演唱會（北美洲、暖場嘉賓）
- 2018年，泰勒絲的舉世盛名體育場巡迴演唱會（帕薩迪納）

## 獎項及提名
尚恩·曼德斯一共在MTV歐洲音樂大獎獲得十項獎項、在iHeartRadio音樂錄影帶獎獲得八項獎項、在全美音樂獎獲得兩項獎項、八個朱諾獎,更在加拿大名人堂獲得艾倫斯萊特榮譽。

## 外部連結
- 肖恩·曼德斯官方网站 （页面存档备份，存于）
- 尚恩·曼德斯的Instagram帳戶
- 尚恩·曼德斯的X（前Twitter）